# Mónika Járomi
Mónika Járomi (Budapest, 6 de enero de 1973) es una deportista húngara que compitió en natación adaptada. Ganó dos medallas en los Juegos Paralímpicos de Atlanta 1996.

## Palmarés internacional
| Juegos Paralímpicos | Juegos Paralímpicos      | Juegos Paralímpicos | Juegos Paralímpicos   |
| Año                 | Lugar                    | Medalla             | Prueba                |
| ------------------- | ------------------------ | ------------------- | --------------------- |
| 1996                | Atlanta (Estados Unidos) | Medalla de oro      | 4 × 50 m estilos S1-6 |
| 1996                | Atlanta (Estados Unidos) | Medalla de plata    | 50 m mariposa S5      |